# Zdrž
Zdrž je technické zařízení, jehož úkolem je zadržet pohyblivou část stroje v klidu, tedy zamezit nežádoucímu pohybu ústrojí.

## Typy
- jednosměrná zubová (rohatková) – zachycuje hřídel pouze v několika polohách (podle počtu zubů)
- jednosměrná třecí segmentová – zachycuje hřídel v libovolné poloze
- obousměrná zubová – zachycuje hřídel pouze v několika polohách (podle počtu zubů)
- obousměrná třecí zdrž přímočarého posuvného pohybu využívající tzv. vzepření

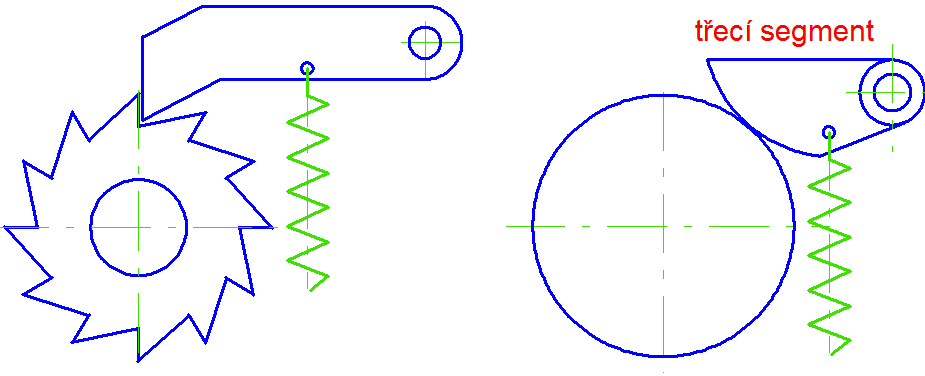
Rohatková a třecí zdrž
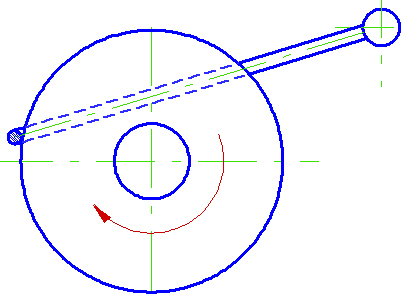
Třecí zdrž na pryžovém kole
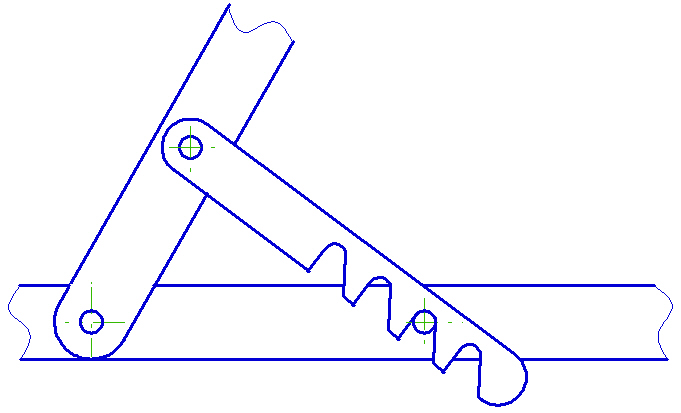
Západková zdrž udržující náklon konstrukce
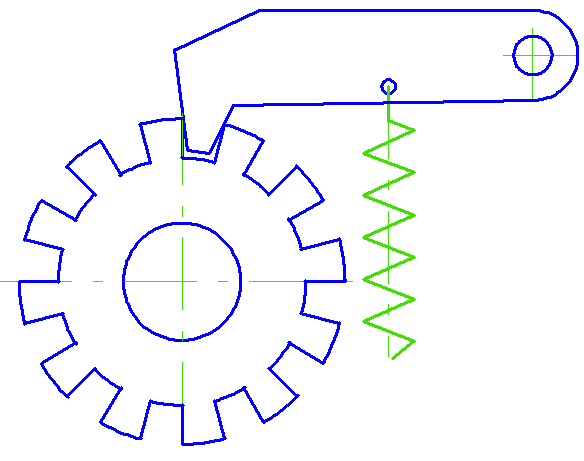
Obosměrná rohatková zdrž
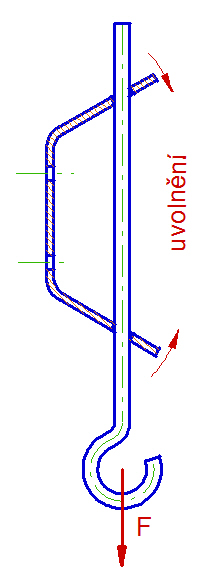
Obosměrná třecí zdrž posuvného pohybu využívající vzepření